# Egernia kingii
Egernia kingii es una especie de escinco del género Egernia, familia Scincidae. Fue descrita científicamente por Gray en 1838.
Habita en el oeste de Australia. Es negro y grande de cuerpo pesado que puede alcanzar una longitud total (incluida la cola) de 55 centímetros (22 pulgadas). Es omnívoro y consume principalmente materia vegetal más blanda de la variedad de vegetación local, pero complementa su dieta con insectos y huevos de aves.